# خوسه مانوئل فوئنته
خوسه مانوئل فوئنته (اسپانیایی: José Manuel Fuente‎; زاده ۳۰ سپتامبر ۱۹۴۵ – درگذشته ۱۸ ژوئیهٔ ۱۹۹۶) دوچرخه‌سوار اهل اسپانیا بود.

## افتخارات
۱۹۷۰
مرحله ۹, تور دوچرخه‌سواری کاتالونیا
۱۹۷۱
 Mountains classification و مرحله ۱۰, جیرو دیتالیا
مرحله ۱۴ و ۱۵, تور دو فرانس
۱۹۷۲ – KAS
 Overall classification, mountains classification و مرحله ۱۲, بوئلتا آ اسپانیا
 Mountains Classification, مرحله ۴ و ۱۷, 2nd overall classification, جیرو دیتالیا
۱۹۷۳ – KAS
2nd mountains Classification and 3rd overall classification, تور دو فرانس
 Mountains classification, جیرو دیتالیا
Overall classification, mountains classification و two stages, تور دوچرخه‌سواری سوئیس
۱۹۷۴ – KAS
 Overall classification و 2 stages بوئلتا آ اسپانیا
 Mountains Classification, 5 stages, 5th overall classification, جیرو دیتالیا